# División Intermedia 2014
El campeonato de la División Intermedia 2014, denominado "90 años del Club Tacuary y Homenaje a Don Julián Mora Llanes", fue la 97.ª edición de un campeonato de Segunda División y la 18.ª edición de la División Intermedia, desde la creación de la división en 1997, y organizada por la Asociación Paraguaya de Fútbol (APF).
El Club Sportivo San Lorenzo se coronó campeón por séptima vez en su historia, mientras que el Club Deportivo Santaní obtuvo el subcampeonato por primera ocasión. Ambos conjuntos se adjudicaron el ascenso directo a la Primera División para la temporada siguiente.
Dichos elencos debieron recurrir a un partido extra para definir al nuevo monarca debido a que habían empatado en puntos al término del calendario regular del torneo, el cual se compuso de treinta jornadas. San Lorenzo conquistó el título a través de una definición por penales tras igualar a un tanto el juego en su tiempo normal.
Los equipos nuevos en la categoría fueron: Sportivo Carapeguá y Club Cerro Porteño (Presidente Franco), ambos descendidos de la primera división; el Club Olimpia (Itá), campeón del 2013 de la Primera División B (metropolitana), el Club Deportivo Caaguazú, campeón de la Primera División B (nacional), y el Club Sportivo Iteño, subcampeón de la Primera B metropolitana y ganador del repechaje ante el subcampeón de la Primera B Nacional por el ascenso a la División Intermedia.

## Sistema de competición
En los últimos años fue de tipo liga, es decir todos contra todos a partidos de ida y vuelta. Por lo tanto, contará con dos rondas compuestas por quince jornadas cada una con localía invertida. Se consagra campeón el club que suma la mayor cantidad de puntos al cabo de las 30 fechas. En caso de producirse igualdad en puntaje entre dos contendientes (por el campeonato, el ascenso o el descenso), para definir posiciones se debe recurrir a un partido extra. Si son más de dos, se resuelve según los siguientes parámetros:
1) saldo de goles;
2) mayor cantidad de goles marcados;
3) mayor cantidad de goles marcados en condición de visitante;
4) sorteo.

## Ascensos y descensos
| Pos | Ascendidos a Primera División |
| --- | ----------------------------- |
| 1º  | 3 de Febrero CDE              |
| 2º  | 12 de Octubre (I)             |

| Pos | Descendido a Primera B |
| --- | ---------------------- |
| 14º | Fernando de la Mora    |
| 15º | Martin Ledesma         |

| Pos | Descendido a Primera B Nacional |
| --- | ------------------------------- |
| 16º | 2 de Mayo                       |

| Pos | Descendidos de la Primera División |
| --- | ---------------------------------- |
| 11º | Sportivo Carapegua                 |
| 12º | Cerro Porteño PF                   |

| Pos | Ascendidos de la Primera B             |
| --- | -------------------------------------- |
| 1º  | Olimpia de Itá                         |
| 2º  | Sportivo Iteño (ganador del repechaje) |

| Pos | Ascendidos de la Primera B Nacional |
| --- | ----------------------------------- |
| 1º  | Deportivo Caaguazú                  |

## Producto de la clasificación
- El torneo consagró al campeón número 18 en la historia de la División Intermedia.

- El campeón y subcampeón del torneo, obtuvieron directamente su ascenso a la Primera División de Paraguay.

- Los tres equipos que finalizaron últimos en la tabla de promedios descendieron. Retornó a la Primera División B Metropolitana el club Olimpia (Itá), por ser originario del Departamento Central, mientras a la Primera División B Nacional irán Cerro Porteño (Presidente Franco) y Paranaense, por ser equipos del interior.

### Distribución geográfica de los equipos
| Región                      | Nº | Equipos                                                                            |
| --------------------------- | -- | ---------------------------------------------------------------------------------- |
| Distrito Capital            | 6  | Gral. Caballero, Independiente, Resistencia, River Plate, Tacuary y Sp. Trinidense |
| Departamento Central        | 4  | Sport Colombia, Olimpia de Itá, Sp. Iteño y San Lorenzo                            |
| Departamento de Alto Paraná | 2  | Cerro Porteño (PF) y Paranaense FC                                                 |
| Departamento de San Pedro   | 1  | Dep. Santaní                                                                       |
| Departamento de Cordillera  | 1  | Caacupé FBC                                                                        |
| Departamento de Caaguazú    | 1  | Dep. Caaguazú                                                                      |
| Departamento de Paraguarí   | 1  | Sp. Carapeguá                                                                      |

## Equipos participantes
| Club               | Fundación                | Ciudad              | Estadio                   | Capacidad | Indumentaria  |
| ------------------ | ------------------------ | ------------------- | ------------------------- | --------- | ------------- |
| Gral. Caballero    | 6 de septiembre de 1918  | Asunción            | Hugo Bogado Vaceque       | 5000      | Saltarin Rojo |
| Independiente      | 20 de septiembre de 1925 | Asunción            | Ricardo Gregor            | 1500      | Lotto         |
| Resistencia        | 27 de diciembre de 1917  | Asunción            | Tomás Began Correa        | 3500      | Adonai        |
| River Plate        | 15 de enero de 1911      | Asunción            | Estadio River Plate       | 5000      | Saltarin Rojo |
| Tacuary            | 10 de diciembre de 1926  | Asunción            | Roberto Béttega           | 7000      | Lotto         |
| Trinidense         | 11 de agosto de 1935     | Asunción            | Martín Torres             | 3000      | Saltarin Rojo |
| Dep. Santaní       | 27 de febrero de 2009    | San Estanislao      | Juan José Vázquez         | 8000      | Garcís        |
| Caacupé FBC        | 10 de enero de 2013      | Caacupé             | Teniente Fariña           | 2500      | Adonai        |
| Dep. Caaguazú      | 16 de septiembre de 2008 | Caaguazú            | Federico Llamosas         | 7000      | Adonai        |
| Sp. Carapeguá      | 3 de septiembre de 2010  | Carapeguá           | Municipal                 | 10 000    | Lotto         |
| Paranaense FC      | 6 de febrero de 2012     | Ciudad del Este     | R.I. 3 Corrales           | 3000      | Penalty       |
| Cerro Porteño (PF) | 10 de diciembre de 1967  | Presidente Franco   | Estadio Felipe Giménez    | 5000      | Garcís        |
| Sport Colombia     | 1 de noviembre de 1924   | Fernando de la Mora | Alfonso Colmán            | 7000      | Lotto         |
| Olimpia de Itá     | 8 de marzo de 1921       | Itá                 | Presbítero Manuel Gamarra | 8000      | Adonai        |
| Sp. Iteño          | 1 de junio de 1921       | Itá                 | Salvador Morga            | 6200      | Adonai        |
| San Lorenzo        | 17 de abril de 1930      | San Lorenzo         | Gunther Vogel             | 5000      | Garcís        |

## Clasificación
|  |     | Equipo             | PJ | PG | PE | PP | GF | GC | DG  | PTS |
|  | --- | ------------------ | -- | -- | -- | -- | -- | -- | --- | --- |
|  | 1.  | San Lorenzo        | 30 | 17 | 6  | 7  | 40 | 20 | 20  | 57  |
|  | 2.  | Depvo. Santaní     | 30 | 16 | 9  | 5  | 36 | 22 | 14  | 57  |
|  | 3.  | Resistencia        | 30 | 13 | 8  | 9  | 35 | 25 | 10  | 47  |
|  | 4.  | Spvo. Iteño        | 30 | 13 | 8  | 9  | 35 | 29 | 6   | 47  |
|  | 5.  | Depvo. Caaguazú    | 30 | 11 | 12 | 7  | 37 | 26 | 11  | 45  |
|  | 6.  | Independiente      | 30 | 12 | 8  | 10 | 33 | 32 | 1   | 44  |
|  | 7.  | Trinidense         | 30 | 11 | 10 | 9  | 39 | 34 | 5   | 43  |
|  | 8.  | Sport Colombia     | 30 | 9  | 14 | 7  | 36 | 30 | 6   | 41  |
|  | 9.  | River Plate        | 30 | 10 | 9  | 11 | 36 | 38 | -2  | 39  |
|  | 10. | Caacupé FBC        | 30 | 10 | 8  | 12 | 33 | 37 | -4  | 38  |
|  | 11. | Spvo. Carapeguá    | 30 | 8  | 12 | 10 | 30 | 31 | -1  | 36  |
|  | 12. | Tacuary            | 30 | 9  | 9  | 12 | 36 | 39 | -3  | 36  |
|  | 13. | Gral. Caballero    | 30 | 8  | 10 | 12 | 34 | 36 | -2  | 34  |
|  | 14. | Paranaense FC      | 30 | 7  | 9  | 14 | 26 | 46 | -20 | 30  |
|  | 15. | Cerro Porteño (PF) | 30 | 7  | 8  | 15 | 24 | 45 | -21 | 29  |
|  | 16. | Olimpia de Itá     | 30 | 6  | 6  | 18 | 32 | 52 | -20 | 24  |

 Pos=Posición; Pts=Puntos; PJ=Partidos jugados; G=Partidos ganados; E=Partidos empatados; P=Partidos perdidos;
 GF=Goles a favor; GC=Goles en contra; DIF=Diferencia de gol
|  | Ascendidos a Primera División |

### Desempate por el título
El Deportivo Santaní ascendió antes, pero Sportivo San Lorenzo logró alcanzarlo en la penúltima fecha y terminaron igualados en puntaje final. Esto, obligó por reglamento a jugar una finalísima, en cancha neutral. El partido tuvo lugar el 1° de noviembre en el estadio Defensores del Chaco. Tras el empate en tiempo normal se recurrió a los penales, tras los cuales el Rayadito gritó por séptima vez campeón.
- Resultado final:

| 1 de noviembre de 2014, 18:30 | Sportivo San Lorenzo                                                                      | 1:1' (5:3 p.)              | Deportivo Santaní                                                      | Estadio Defensores del Chaco, Asunción                                                                      | |
|                               | Gerardo Arévalos (76')                                                                    |                            | Marcos Acosta (56')                                                    | Árbitro(s): Fernando López (Paraguay). Líneas: Blas Rojas y Cristóbal Alderete. Cuarto árbitro: José Méndez | Árbitro(s): Fernando López (Paraguay). Líneas: Blas Rojas y Cristóbal Alderete. Cuarto árbitro: José Méndez |
|                               |                                                                                           | Tiros desde el punto penal |                                                                        | | |
|                               | Carlos Pereira · Gerardo Arévalos · Javier "Metalero" González · Joel Román · Héctor Sosa |                            | Elvio Amarilla · Ismael Martínez · Arnaldo Zárate · Gustavo Arévalos · | | |

## Campeón
|                       |
| San Lorenzo 7º título |

## Puntaje promedio
El promedio de puntos de un equipo es el cociente que se obtiene de la división de su puntaje acumulado en las últimas tres temporadas de la división, por la cantidad de partidos que haya jugado durante dicho período. Éste determina, al final de la temporada, el descenso de los equipos que acaben en los tres últimos lugares de la tabla. Clubes de Asunción o alrededores descienden a la Primera División B Metropolitana. En tanto que equipos del resto del país descienden a la Primera División Nacional B.
- Actualizado el 16 de noviembre de 2014.

| Pos | Club                | Prom  | PT  | PJ | 2012 | 2013 | 2014 |
| --- | ------------------- | ----- | --- | -- | ---- | ---- | ---- |
| 1º  | Deportivo Santaní   | 1,611 | 145 | 90 | 54   | 34   | 57   |
| 2º  | Sportivo Iteño      | 1,566 | 47  | 30 | -    | -    | 47   |
| 3º  | Sportivo Trinidense | 1,533 | 138 | 90 | 46   | 49   | 43   |
| 4º  | Independiente       | 1,516 | 91  | 60 | -    | 47   | 44   |
| 5º  | San Lorenzo         | 1,500 | 135 | 90 | 48   | 30   | 57   |
| 6º  | Deportivo Caaguazú  | 1,500 | 45  | 30 | -    | -    | 45   |
| 7º  | Sport Colombia      | 1,455 | 131 | 90 | 43   | 47   | 41   |
| 8º  | Tacuary             | 1,400 | 84  | 60 | -    | 48   | 36   |
| 9º  | Resistencia         | 1,355 | 122 | 90 | 40   | 35   | 47   |
| 10º | General Caballero   | 1,277 | 115 | 90 | 42   | 39   | 34   |
| 11º | Caacupé FBC         | 1,266 | 76  | 60 | -    | 38   | 38   |
| 12º | River Plate         | 1,255 | 113 | 90 | 41   | 33   | 39   |
| 13º | Sportivo Carapeguá  | 1,200 | 36  | 30 | -    | -    | 36   |
| 14º | Paranaense          | 1,155 | 104 | 90 | 34   | 40   | 30   |
| 15º | Cerro Porteño (PF)  | 0,966 | 29  | 30 | -    | -    | 29   |
| 16º | Olimpia de Itá      | 0,800 | 24  | 30 | -    | -    | 24   |

 Pos=Posición; Prom=Promedio; PT=Puntaje total; PJ=Partidos jugados
|  | Descienden a Tercera División de Paraguay |

## Resultados
El horario de los partidos corresponde al empleado en Paraguay: estándar (UTC-4) y horario de verano (UTC-3).
| Sp. Carapeguá      | 3-2 | Olimpia de Itá | Municipal                   | 29 de marzo |
| Trinidense         | 1-1 | River Plate    | Martín Torres               | 30 de marzo |
| Dep. Santaní       | 1-0 | Resistencia    | Estadio Juan José Vázquez   | 30 de marzo |
| Caacupé FBC        | 2-4 | San Lorenzo    | Teniente Fariña             | 30 de marzo |
| Sport Colombia     | 1-0 | Independiente  | Estadio Alfonso Colmán      | 30 de marzo |
| Paranaense FC      | 1-0 | Dep. Caaguazú  | R.I. 3 Corrales             | 30 de marzo |
| Cerro Porteño (PF) | 2-2 | Tacuary        | Estadio Felipe Giménez      | 30 de marzo |
| Gral. Caballero    | 1-3 | Sp. Iteño      | Estadio Hugo Vaceque Bogado | 30 de marzo |

| Resistencia     | 2-0 | Olimpia de Itá     | Tomás Began Correa  | 5 de abril |
| Tacuary         | 1-1 | Paranaense FC      | Roberto Béttega     | 5 de abril |
| River Plate     | 1-1 | Cerro Porteño (PF) | Estadio River Plate | 6 de abril |
| Independiente   | 1-2 | Dep. Santaní       | Ricardo Gregor      | 6 de abril |
| San Lorenzo     | 2-0 | Gral. Caballero    | Gunther Vogel       | 6 de abril |
| Sp. Iteño       | 1-2 | Trinidense         | Salvador Morga      | 6 de abril |
| Depvo. Caaguazú | 2-2 | Sport Colombia     | Federico Llamosas   | 6 de abril |
| Caacupé         | 0-0 | Spvo. Carapeguá    | Teniente Fariña     | 6 de abril |

| Sport Colombia     | 2-3 | Tacuary         | Estadio Alfonso Colmán            | 12 de abril |
| Gral. Caballero    | 0-0 | Caacupé FBC     | Estadio Hugo Vaceque Bogado       | 12 de abril |
| Paranaense FC      | 1-2 | River Plate     | R.I. 3 Corrales                   | 12 de abril |
| Trinidense         | 0-2 | San Lorenzo     | Martín Torres                     | 13 de abril |
| Sp. Carapeguá      | 0-0 | Resistencia     | Municipal                         | 13 de abril |
| Cerro Porteño (PF) | 2-0 | Sp. Iteño       | Estadio Felipe Giménez            | 13 de abril |
| Dep. Santaní       | 0-0 | Depvo. Caaguazú | Estadio Juan José Vázquez         | 13 de abril |
| Olimpia de Itá     | 1-1 | Independiente   | Estadio Presbítero Manuel Gamarra | 13 de abril |

| Gral. Caballero | 2-1 | Sp. Carapeguá      | Estadio Hugo Vaceque Bogado | 19 de abril |
| San Lorenzo     | 1-1 | Cerro Porteño (PF) | Gunther Vogel               | 20 de abril |
| Independiente   | 2-1 | Resistencia        | Ricardo Gregor              | 20 de abril |
| Depvo. Caaguazú | 3-1 | Olimpia de Itá     | Federico Llamosas           | 20 de abril |
| Sp. Iteño       | 2-0 | Paranaense FC      | Salvador Morga              | 20 de abril |
| River Plate     | 0-1 | Sport Colombia     | Estadio River Plate         | 20 de abril |
| Caacupé FBC     | 2-4 | Trinidense         | Teniente Fariña             | 20 de abril |
| Tacuary         | 0-0 | Dep. Santaní       | Roberto Béttega             | 21 de abril |

| Sport Colombia     | 3-1 | Sp. Iteño       | Estadio Alfonso Colmán            | 26 de abril |
| Resistencia        | 1-2 | Depvo. Caaguazú | Tomás Began Correa                | 26 de abril |
| Cerro Porteño (PF) | 1-3 | Caacupé FBC     | Estadio Felipe Giménez            | 26 de abril |
| Trinidense         | 2-0 | Gral. Caballero | Martín Torres                     | 27 de abril |
| Olimpia de Itá     | 3-1 | Tacuary         | Estadio Presbítero Manuel Gamarra | 27 de abril |
| Paranaense FC      | 1-0 | San Lorenzo     | Estadio Felipe Giménez            | 27 de abril |
| Dep. Santaní       | 1-0 | River Plate     | Estadio Juan José Vázquez         | 27 de abril |
| Sp. Carapeguá      | 1-1 | Independiente   | Municipal                         | 27 de abril |

| Sp. Iteño       | 0-0 | Dep. Santaní       | Salvador Morga              | 3 de mayo |
| River Plate     | 4-1 | Olimpia de Itá     | Estadio River Plate         | 3 de mayo |
| Gral. Caballero | 4-1 | Cerro Porteño (PF) | Estadio Hugo Vaceque Bogado | 3 de mayo |
| Tacuary         | 1-1 | Resistencia        | Roberto Béttega             | 3 de mayo |
| Trinidense      | 0-0 | Sp. Carapeguá      | Martín Torres               | 4 de mayo |
| San Lorenzo     | 0-3 | Sport Colombia     | Gunther Vogel               | 4 de mayo |
| Caacupé FBC     | 3-0 | Paranaense FC      | Teniente Fariña             | 4 de mayo |
| Depvo. Caaguazú | 3-0 | Independiente      | Federico Llamosas           | 4 de mayo |

| Resistencia        | 1-0 | River Plate     | Tomás Began Correa                | 10 de mayo |
| Paranaense FC      | 1-1 | Gral. Caballero | R.I. 3 Corrales                   | 10 de mayo |
| Sport Colombia     | 2-1 | Caacupé FBC     | Estadio Alfonso Colmán            | 11 de mayo |
| Olimpia de Itá     | 0-0 | Sp. Iteño       | Estadio Presbítero Manuel Gamarra | 11 de mayo |
| Independiente      | 2-1 | Tacuary         | Ricardo Gregor                    | 11 de mayo |
| Cerro Porteño (PF) | 0-3 | Trinidense      | Estadio Felipe Giménez            | 11 de mayo |
| Dep. Santaní       | 1-2 | San Lorenzo     | Estadio Juan José Vázquez         | 11 de mayo |
| Sp. Carapeguá      | 0-0 | Depvo. Caaguazú | Municipal                         | 11 de mayo |

| Gral. Caballero    | 3-1 | Sport Colombia  | Estadio Hugo Vaceque Bogado | 17 de mayo |
| River Plate        | 0-3 | Independiente   | Estadio River Plate         | 17 de mayo |
| Tacuary            | 1-1 | Depvo. Caaguazú | Roberto Béttega             | 17 de mayo |
| San Lorenzo        | 1-0 | Olimpia de Itá  | Gunther Vogel               | 18 de mayo |
| Sp. Iteño          | 2-0 | Resistencia     | Salvador Morga              | 18 de mayo |
| Trinidense         | 3-0 | Paranaense FC   | Martín Torres               | 18 de mayo |
| Cerro Porteño (PF) | 1-0 | Sp. Carapeguá   | Estadio Felipe Giménez      | 18 de mayo |
| Caacupé FBC        | 0-1 | Dep. Santaní    | Teniente Fariña             | 18 de mayo |

| Independiente   | 2-4 | Sp. Iteño          | Ricardo Gregor                    | 24 de mayo |
| Sport Colombia  | 0-0 | Trinidense         | Estadio Alfonso Colmán            | 25 de mayo |
| Sp. Carapeguá   | 0-4 | Tacuary            | Municipal                         | 25 de mayo |
| Depvo. Caaguazú | 2-0 | River Plate        | Federico Llamosas                 | 25 de mayo |
| Resistencia     | 1-0 | San Lorenzo        | Tomás Began Correa                | 25 de mayo |
| Olimpia de Itá  | 1-1 | Caacupé FBC        | Estadio Presbítero Manuel Gamarra | 25 de mayo |
| Dep. Santaní    | 4-2 | Gral. Caballero    | Estadio Juan José Vázquez         | 25 de mayo |
| Paranaense FC   | 0-1 | Cerro Porteño (PF) | R.I. 3 Corrales                   | 25 de mayo |

| Sp. Iteño          | 2-0 | Depvo. Caaguazú | Salvador Morga              | 31 de mayo |
| Gral. Caballero    | 4-0 | Olimpia de Itá  | Estadio Hugo Vaceque Bogado | 31 de mayo |
| Caacupé FBC        | 1-0 | Resistencia     | Teniente Fariña             | 31 de mayo |
| Paranaense FC      | 1-1 | Sp. Carapeguá   | R.I. 3 Corrales             | 1 de junio |
| Trinidense         | 0-0 | Dep. Santaní    | Martín Torres               | 1 de junio |
| River Plate        | 3-1 | Tacuary         | Estadio River Plate         | 1 de junio |
| San Lorenzo        | 1-0 | Independiente   | Gunther Vogel               | 1 de junio |
| Cerro Porteño (PF) | 1-2 | Sport Colombia  | Estadio Felipe Giménez      | 1 de junio |

| Olimpia de Itá  | 2-4 | Trinidense         | Estadio Presbítero Manuel Gamarra | 7 de junio |
| Resistencia     | 2-0 | Gral. Caballero    | Tomás Began Correa                | 7 de junio |
| Sport Colombia  | 2-1 | Paranaense FC      | Estadio Alfonso Colmán            | 8 de junio |
| Dep. Santaní    | 2-1 | Cerro Porteño (PF) | Estadio Juan José Vázquez         | 8 de junio |
| Sp. Carapeguá   | 1-2 | River Plate        | Municipal                         | 8 de junio |
| Independiente   | 3-1 | Caacupé FBC        | Ricardo Gregor                    | 8 de junio |
| Depvo. Caaguazú | 1-1 | San Lorenzo        | Federico Llamosas                 | 8 de junio |
| Tacuary         | 1-0 | Sp. Iteño          | Roberto Béttega                   | 8 de junio |

| Paranaense FC      | 1-2 | Dep. Santaní    | R.I. 3 Corrales             | 14 de junio |
| Gral. Caballero    | 0-1 | Independiente   | Estadio Hugo Vaceque Bogado | 14 de junio |
| Trinidense         | 1-1 | Resistencia     | Martín Torres               | 14 de junio |
| Sport Colombia     | 1-1 | Sp. Carapeguá   | Estadio Alfonso Colmán      | 15 de junio |
| San Lorenzo        | 0-1 | Tacuary         | Gunther Vogel               | 15 de junio |
| Caacupé FBC        | 1-1 | Depvo. Caaguazú | Teniente Fariña             | 15 de junio |
| Sp. Iteño          | 0-0 | River Plate     | Salvador Morga              | 15 de junio |
| Cerro Porteño (PF) | 3-2 | Olimpia de Itá  | Estadio Felipe Giménez      | 15 de junio |

| Sp. Carapeguá   | 3-2 | Sp. Iteño          | Municipal                  | 21 de junio |
| River Plate     | 1-1 | San Lorenzo        | Estadio River Plate        | 21 de junio |
| Resistencia     | 2-0 | Cerro Porteño (PF) | Tomás Began Correa         | 21 de junio |
| Independiente   | 2-0 | Trinidense         | Ricardo Gregor             | 22 de junio |
| Depvo. Caaguazú | 2-0 | Gral. Caballero    | Federico Llamosas          | 22 de junio |
| Olimpia de Itá  | 2-0 | Paranaense FC      | Presbítero Manuel Gamarra  | 22 de junio |
| Dep. Santaní    | 2-2 | Sport Colombia     | Estadio Tomás Began Correa | 22 de junio |
| Tacuary         | 0-1 | Caacupé FBC        | Roberto Béttega            | 22 de junio |

| Gral. Caballero    | 2-0 | Tacuary         | Hugo Bogado Vaceque    | 28 de junio |
| San Lorenzo        | 3-0 | Sp. Iteño       | Gunther Vogel          | 28 de junio |
| Paranaense FC      | 0-0 | Resistencia     | R.I. 3 Corrales        | 28 de junio |
| Sport Colombia     | 0-0 | Olimpia de Itá  | Estadio Alfonso Colmán | 29 de junio |
| Trinidense         | 1-1 | Depvo. Caaguazú | Martín Torres          | 29 de junio |
| Dep. Santaní       | 1-0 | Sport Colombia  | J. J. Vázquez          | 29 de junio |
| Cerro Porteño (PF) | 0-1 | Independiente   | Estadio Felipe Giménez | 29 de junio |
| Caacupé FBC        | 2-0 | Depvo. Caaguazú | Teniente Fariña        | 29 de junio |

| Tacuary         | 3-0 | Trinidense         | Roberto Béttega           | 5 de julio |
| Resistencia     | 2-1 | Sport Colombia     | Tomás Began Correa        | 5 de julio |
| River Plate     | 1-1 | Gral. Caballero    | Estadio River Plate       | 5 de julio |
| Independiente   | 0-0 | Paranaense FC      | Ricardo Gregor            | 6 de julio |
| Olimpia de Itá  | 0-1 | Dep. Santaní       | Presbítero Manuel Gamarra | 6 de julio |
| Sp. Carapeguá   | 1-2 | San Lorenzo        | Municipal                 | 6 de julio |
| Sp. Iteño       | 2-0 | Caacupé FBC        | Salvador Morga            | 6 de julio |
| Depvo. Caaguazú | 2-0 | Cerro Porteño (PF) | Federico Llamosas         | 6 de julio |

| Tacuary         | 0-0 | Cerro Porteño (PF) | Roberto Béttega           | 19 de julio |
| San Lorenzo     | 2-1 | Caacupé FBC        | Gunther Vogel             | 20 de julio |
| Independiente   | 1-0 | Sport Colombia     | Ricardo Gregor            | 20 de julio |
| Sp. Iteño       | 0-0 | Gral. Caballero    | Salvador Morga            | 20 de julio |
| Depvo. Caaguazú | 0-1 | Paranaense FC      | Federico Llamosas         | 20 de julio |
| Resistencia     | 2-1 | Dep. Santaní       | Tomás Began Correa        | 20 de julio |
| Olimpia de Itá  | 2-1 | Sp. Carapeguá      | Presbítero Manuel Gamarra | 20 de julio |
| River Plate     | 2-2 | Trinidense         | Estadio River Plate       | 20 de julio |

| Trinidense         | 1-2 | Sp. Iteño       | Martín Torres             | 26 de julio |
| Cerro Porteño (PF) | 0-0 | River Plate     | Estadio Felipe Giménez    | 26 de julio |
| Paranaense FC      | 3-2 | Tacuary         | R.I. 3 Corrales           | 26 de julio |
| Sport Colombia     | 0-0 | Depvo. Caaguazú | Estadio Alfonso Colmán    | 26 de julio |
| Gral. Caballero    | 1-2 | San Lorenzo     | Hugo Bogado Vaceque       | 27 de julio |
| Sp. Carapeguá      | 2-1 | Caacupé FBC     | Municipal                 | 27 de julio |
| Dep. Santaní       | 1-1 | Independiente   | J. J. Vázquez             | 27 de julio |
| Olimpia de Itá     | 0-1 | Resistencia     | Presbítero Manuel Gamarra | 27 de julio |

| Independiente   | 1-2 | Olimpia de Itá     | Ricardo Gregor      | 2 de agosto |
| Sp. Iteño       | 2-1 | Cerro Porteño (PF) | Salvador Morga      | 2 de agosto |
| River Plate     | 3-1 | Paranaense FC      | Estadio River Plate | 2 de agosto |
| Resistencia     | 1-1 | Sp. Carapeguá      | Tomás Began Correa  | 2 de agosto |
| Tacuary         | 0-0 | Sport Colombia     | Roberto Béttega     | 2 de agosto |
| San Lorenzo     | 2-3 | Trinidense         | Gunther Vogel       | 3 de agosto |
| Depvo. Caaguazú | 1-0 | Dep. Santaní       | Federico Llamosas   | 3 de agosto |
| Caacupé FBC     | 1-1 | Gral. Caballero    | Teniente Fariña     | 3 de agosto |

| Trinidense         | 1-0 | Caacupé FBC     | Martín Torres             | 9 de agosto  |
| Resistencia        | 0-0 | Independiente   | Tomás Began Correa        | 9 de agosto  |
| Cerro Porteño (PF) | 1-0 | San Lorenzo     | Estadio Felipe Giménez    | 9 de agosto  |
| Paranaense FC      | 1-2 | Sp. Iteño       | R.I. 3 Corrales           | 9 de agosto  |
| Sport Colombia     | 3-1 | River Plate     | Estadio Alfonso Colmán    | 10 de agosto |
| Olimpia de Itá     | 1-0 | Depvo. Caaguazú | Presbítero Manuel Gamarra | 10 de agosto |
| Dep. Santaní       | 4-1 | Tacuary         | J. J. Vázquez             | 10 de agosto |
| Sp. Carapeguá      | 1-1 | Gral. Caballero | Municipal                 | 10 de agosto |

| San Lorenzo     | 3-0 | Paranaense FC   | Gunther Vogel       | 15 de agosto |
| River Plate     | 1-2 | Dep. Santaní    | Estadio River Plate | 16 de agosto |
| Tacuary         | 3-3 | Olimpia de Itá  | Roberto Béttega     | 16 de agosto |
| Caacupé FBC     | 3-1 | Gral. Caballero | Teniente Fariña     | 16 de agosto |
| Independiente   | 0-1 | Sp. Carapeguá   | Ricardo Gregor      | 17 de agosto |
| Depvo. Caaguazú | 3-1 | Resistencia     | Federico Llamosas   | 17 de agosto |
| Sp. Iteño       | 0-0 | Sport Colombia  | Salvador Morga      | 17 de agosto |
| Gral. Caballero | 0-0 | Trinidense      | Hugo Bogado Vaceque | 17 de agosto |

| Sport Colombia     | 0-0 | San Lorenzo     | Estadio Alfonso Colmán    | 23 de agosto |
| Paranaense FC      | 1-1 | Caacupé FBC     | R.I. 3 Corrales           | 23 de agosto |
| Dep. Santaní       | 0-0 | Sp. Iteño       | J. J. Vázquez             | 24 de agosto |
| Resistencia        | 1-0 | Tacuary         | Tomás Began Correa        | 24 de agosto |
| Cerro Porteño (PF) | 1-0 | Gral. Caballero | Estadio Felipe Giménez    | 24 de agosto |
| Independiente      | 2-1 | Depvo. Caaguazú | Ricardo Gregor            | 24 de agosto |
| Olimpia de Itá     | 1-1 | River Plate     | Presbítero Manuel Gamarra | 24 de agosto |
| Sp. Carapeguá      | 1-0 | Trinidense      | Municipal                 | 24 de agosto |

| San Lorenzo     | 0-0 | Dep. Santaní       | Gunther Vogel       | 30 de agosto |
| River Plate     | 1-0 | Resistencia        | Estadio River Plate | 30 de agosto |
| Gral. Caballero | 1-1 | Paranaense FC      | Hugo Bogado Vaceque | 30 de agosto |
| Tacuary         | 1-3 | Independiente      | Roberto Béttega     | 30 de agosto |
| Caacupé FBC     | 2-1 | Sport Colombia     | Teniente Fariña     | 30 de agosto |
| Trinidense      | 2-0 | Cerro Porteño (PF) | Martín Torres       | 31 de agosto |
| Depvo. Caaguazú | 1-1 | Sp. Carapeguá      | Federico Llamosas   | 31 de agosto |
| Sp. Iteño       | 1-0 | Olimpia de Itá     | Salvador Morga      | 31 de agosto |

| Dep. Santaní    | 0-0 | Caacupé FBC        | Juan José Vázquez         | 6 de septiembre |
| Resistencia     | 2-0 | Sp. Iteño          | Tomás Began Correa        | 6 de septiembre |
| Independiente   | 0-3 | River Plate        | Ricardo Gregor            | 6 de septiembre |
| Sport Colombia  | 1-1 | Gral. Caballero    | Estadio Alfonso Colmán    | 6 de septiembre |
| Paranaense FC   | 2-4 | Trinidense         | R.I. 3 Corrales           | 7 de septiembre |
| Depvo. Caaguazú | 1-2 | Tacuary            | Federico Llamosas         | 7 de septiembre |
| Sp. Carapeguá   | 4-0 | Cerro Porteño (PF) | Municipal                 | 7 de septiembre |
| Olimpia de Itá  | 1-2 | San Lorenzo        | Presbítero Manuel Gamarra | 7 de septiembre |

| Gral. Caballero    | 0-1 | Dep. Santaní    | Hugo Bogado Vaceque | 13 de septiembre |
| River Plate        | 1-2 | Depvo. Caaguazú | Estadio River Plate | 13 de septiembre |
| Tacuary            | 1-1 | Sp. Carapeguá   | Roberto Béttega     | 13 de septiembre |
| Caacupé FBC        | 1-0 | Olimpia de Itá  | Teniente Fariña     | 13 de septiembre |
| San Lorenzo        | 4-0 | Resistencia     | Gunther Vogel       | 14 de agosto     |
| Cerro Porteño (PF) | 0-1 | Paranaense FC   | Felipe Giménez      | 14 de agosto     |
| Trinidense         | 1-1 | Sport Colombia  | Martín Torres       | 14 de agosto     |
| Sp. Iteño          | 1-1 | Independiente   | Salvador Morga      | 14 de agosto     |

| Independiente   | 1-0 | San Lorenzo        | Ricardo Gregor            | 20 de septiembre |
| Resistencia     | 4-0 | Caacupé FBC        | Tomás Began Correa        | 20 de septiembre |
| Tacuary         | 2-0 | River Plate        | Roberto Béttega           | 20 de septiembre |
| Dep. Santaní    | 2-1 | Trinidense         | J. J. Vázquez             | 21 de septiembre |
| Sport Colombia  | 1-1 | Cerro Porteño (PF) | Alfonso Colmán            | 21 de septiembre |
| Sp. Carapeguá   | 0-0 | Paranaense FC      | Municipal                 | 21 de septiembre |
| Olimpia de Itá  | 2-1 | Gral. Caballero    | Presbítero Manuel Gamarra | 21 de septiembre |
| Depvo. Caaguazú | 1-3 | Sp. Iteño          | Federico Llamosas         | 21 de septiembre |

| Gral. Caballero    | 1-0 | Resistencia     | Hugo Bogado Vaceque | 27 de septiembre |
| Trinidense         | 2-0 | Olimpia de Itá  | Martín Torres       | 27 de septiembre |
| Paranaense FC      | 0-0 | Sport Colombia  | R.I. 3 Corrales     | 27 de septiembre |
| River Plate        | 2-1 | Carapeguá       | Estadio River Plate | 27 de septiembre |
| Caacupé FBC        | 2-0 | Independiente   | Teniente Fariña     | 27 de septiembre |
| San Lorenzo        | 0-0 | Depvo. Caaguazú | Gunther Vogel       | 28 de septiembre |
| Cerro Porteño (PF) | 1-4 | Dep. Santaní    | Felipe Giménez      | 28 de septiembre |
| Sp. Iteño          | 1-0 | Tacuary         | Salvador Morga      | 28 de septiembre |

| Tacuary         | 0-1 | San Lorenzo        | Roberto Béttega           | 4 de octubre |
| River Plate     | 2-2 | Sp. Iteño          | Estadio River Plate       | 4 de octubre |
| Independiente   | 0-1 | Gral. Caballero    | Ricardo Gregor            | 4 de octubre |
| Resistencia     | 2-0 | Trinidense         | Tomás Began Correa        | 4 de octubre |
| Dep. Santaní    | 0-1 | Paranaense FC      | J. J. Vázquez             | 5 de octubre |
| Sp. Carapeguá   | 1-0 | Sport Colombia     | Municipal                 | 5 de octubre |
| Depvo. Caaguazú | 0-0 | Caacupé FBC        | Federico Llamosas         | 5 de octubre |
| Olimpia de Itá  | 1-2 | Cerro Porteño (PF) | Presbítero Manuel Gamarra | 5 de octubre |

| Gral. Caballero    | 2-2 | Depvo. Caaguazú | Hugo Bogado Vaceque | 11 de octubre |
| Sport Colombia     | 1-2 | Dep. Santaní    | Alfonso Colmán      | 12 de octubre |
| San Lorenzo        | 2-0 | River Plate     | Gunther Vogel       | 12 de octubre |
| Sp. Iteño          | 1-0 | Sp. Carapeguá   | Salvador Morga      | 12 de octubre |
| Trinidense         | 1-1 | Independiente   | Martín Torres       | 12 de octubre |
| Caacupé FBC        | 0-2 | Tacuary         | Teniente Fariña     | 12 de octubre |
| Cerro Porteño (PF) | 0-0 | Resistencia     | Felipe Giménez      | 12 de octubre |
| Paranaense FC      | 4-3 | Olimpia de Itá  | R.I. 3 Corrales     | 12 de octubre |

| Dvo. Caaguazú  | 4-1 | Trinidense         | Federico Llamosas         | 18 de octubre |
| Tacuary        | 0-3 | Gral. Caballero    | Roberto Béttega           | 18 de octubre |
| Olimpia de Itá | 1-3 | Sport Colombia     | Presbítero Manuel Gamarra | 18 de octubre |
| Sp. Iteño      | 0-1 | San Lorenzo        | Salvador Morga            | 19 de octubre |
| Sp. Carapeguá  | 3-0 | Dvo. Santaní       | Municipal                 | 19 de octubre |
| River Plate    | 2-1 | Caacupé FBC        | Estadio River Plate       | 19 de octubre |
| Independiente  | 1-1 | Cerro Porteño (PF) | Ricardo Gregor            | 19 de octubre |
| Resistencia    | 5-1 | Paranaense FC      | Tomás Began Correa        | 19 de octubre |

| Sport Colombia     | 2-2 | Resistencia    | Alfonso Colmán      | 23 de octubre |
| Cerro Porteño (PF) | 0-1 | Dvo. Caaguazú  | Felipe Giménez      | 24 de octubre |
| Caacupé FBC        | 2-1 | Sp. Iteño      | Teniente Fariña     | 24 de octubre |
| Gral. Caballero    | 1-2 | River Plate    | Hugo Bogado Vaceque | 25 de octubre |
| Trinidense         | 0-1 | Tacuary        | Martín Torres       | 25 de octubre |
| Paranaense         | 1-2 | Independiente  | R.I. 3 Corrales     | 25 de octubre |
| San Lorenzo        | 2-0 | Sp. Carapeguá  | Gunther Vogel       | 26 de octubre |
| Dvo. Santaní       | 1-0 | Olimpia de Itá | J. J. Vázquez       | 26 de octubre |